# Parque nacional de Wigry
El Parque Nacional de Wigry (en polaco: Wigierski Park Narodowy) es un Parque Nacional en el Voivodato de Podlaquia, situado en el noreste de Polonia. Cubre una parte del Distrito del lago Masurian y el Bosque primario Augustów (Puszcza Augustowska). Se denomina igual que el lago Wigry, el mayor de todos los lagos que hay en Parques Nacionales polacos. También se encuentra incluido en el Convenio de Ramsar sobre humedales, uno de los incluidos en la Lista Ramsar de humedales de importancia internacional, y de los 13 que tiene Polonia reconocidos en 2010.

El logotipo del Parque Nacional

El Parque fue creado el 1 de enero de 1989, sobre un área de 149.56 km². En la actualidad es un poco más grande con 150.86 km², de los cuales 94.64 km² son bosque, 29.08 km² son lagunas y 27.14 km² otro tipo de tierras, principalmente dedicadas a la agricultura. Las zonas estrictamente protegidas suman 6.23 km², incluyendo 2.83 km² de bosques. El parque tiene sus dependencias en la localidad de Suwałki.
El paisaje del Parque fue una amplia extensión cubierta por un glaciar que cubrió esta zona hace aproximadamente 12,000 años. El glaciar, mientras iba lentamente retrocediendo hacia el norte, iba formando valles, muchos de ellos se rellenaban de agua y formaban lagos. La parte norte del parque tiene colinas, con una altitud que llega hasta los 180 sobre el nivel del mar, mientras que la parte sur, al lado contrario es una tierra llana ocupada principalmente por bosques, que es parte del Puszcza Augustowska. 
El Parque es conocido por sus numerosos lagos, que son de diferente forma, tamaño y profundidad. Con todo existen 42, siendo el mayor de ellos el Lago Wigry, el cual tiene un área de 21.87 km² con una profundidad máxima de 73 metros, éste se encuentra en la parte central del parque. El Río Czarna Hańcza es el principal del parque y atraviesa el lago Wigry.

## Vida salvaje

### Animales
Más de 1.700 especies animales se han encontrado en el Parque, incluyendo 46 especies de mamíferos, 202 especies de pájaros, 12 especies de anfibios y 5 especies de reptiles. El animal más característico que habita el Parque es el castor fiber, numeroso en lagos y ríos. En la actualidad existen alrededor de 250 castores. También se pueden encontrar lobos. En las aguas del parque existen 32 especies de peces. Hay que indicar que para muchos animales, el Parque Nacional Wigry es el único lugar donde pueden existir, de este modo entramos 289 especies protegidas por la legislación y de ellas 128 se encuentran en la Lista Roja de la UICN.

### Plantas
Resulta interesante el hecho de que en el Parque no haya un tipo único de fagus (haya). En otro aspecto, hay que indicar que el tipo de árbol predominante es el Abies (abeto) que se haya presente en todos los bosques. El parque también cuenta con gran superficie cubierta por pantanos, los cuales en muchos lugares además son de aguas cristalinas.

## Turismo
El noreste de Polonia, incluyendo el mismo Parque, es una atractiva zona para el turismo, especialmente en verano. Existen más de 190 km de rutas turísticas en el parque. 
Entre los lugares de interés se incluye un antiguo monasterio, donde se encuentra una colonia de artistas perteneciente al Ministerio de Cultura de Polonia.